# Govaert van den Bergh
Govaert Carolus Joannes Joseph van den Bergh (Haarlem, 18 maart 1926 - Beek, 22 juli 2005) was een Nederlands rechtshistoricus. Van den Bergh was hoogleraar aan de Katholieke Universiteit Nijmegen en de Universiteit Utrecht.
Van den Bergh groeide op in Haarlem, waar hij in 1946 eindexamen gymnasium deed aan het Triniteitslyceum. Hij vervulde zijn militaire dienstplicht bij het KNIL in Indonesië tijdens de Indonesische onafhankelijkheidsoorlog ("politionele acties"). Aansluitend studeerde hij rechten aan de Universiteit van Amsterdam. Op 14 februari 1964 promoveerde hij daar cum laude bij Adriaan Pitlo op het proefschrift Themis en de Muzen. De functie van de gebonden vormen in het recht; het boek werd dat jaar ook uitgegeven bij H.D. Tjeenk Willink te Haarlem.
In 1965 werd Van den Bergh benoemd tot hoogleraar Romeins recht aan de Katholieke Universiteit Nijmegen. In 1975 werd hij hoogleraar aan de Universiteit Utrecht met als leeropdracht "Historische ontwikkeling van het recht bezien in het licht van de rechtsstelsels uit welke het Nederlandse recht zich heeft gevormd"; in Nijmegen werd hij opgevolgd als hoogleraar door Paul Nève. Hij hield zijn oratie, getiteld Publiciteit als belang, op 22 februari 1978. In 1988 ging Van den Bergh met vervroegd emeritaat; zijn afscheidsrede was getiteld Wet, gezag en rede. Bij zijn emeritaat werd hem een liber amicorum getitled Brocardica in G.C.J.J. van den Bergh. 22 studies over oude rechtsspreuken aangeboden.
Van den Bergh was betrokken bij enkele felle polemieken rondom zijn promotor en leermeester Pitlo, die tijdens de Tweede Wereldoorlog de bewerking van het handboek Veegens-Oppenheim had overgenomen van Carel Polak (die als jood niet mocht publiceren); volgens Polak had Pitlo daarbij oneigenlijk gebruik gemaakt van andermans werk. De kwestie liep na de oorlog hoog op en eindigde in een onopgelost conflict tussen Pitlo en de Leidse hoogleraar en coryfee van het burgerlijk recht Eduard Meijers. In het tijdschrift Recht der Werkelijkheid bekritiseerde Van den Bergh in 1988 de Maastrichtse hoogleraar Nico Roos, die volgens hem een onjuiste uitleg van de situatie had gegeven (volgens Roos berustte het geschil op een misverstand). In 2002 bood Van den Bergh een stuk over de kwestie-Meijers/Polak/Pitlo ter publicatie in het Nederlands Juristenblad aan waarin hij partij koos voor Pitlo. Dat kwam hem op hevige kritiek te staan van Polaks zoon (en NJB-redacteur) Jaap Polak en Meijers' kleinzoon Robert Samkalden (zoon van Ivo Samkalden), die stelden dat Van den Bergh de situatie verkeerd weergaf. Een poging tot mediation van de Tilburgse hoogleraar en NJB-redacteur Maurits Barendrecht mocht niet baten en Van den Bergh publiceerde zijn artikel uiteindelijk in het Weekblad voor Privaatrecht, Notariaat en Registratie (WPNR). Op dit artikel kwamen kritische reacties van zowel Polak en Samkalden als van Nico Roos, wiens oratie Van den Bergh in 1988 reeds had bekritiseerd.
Tot Van den Berghs bekendere publicaties behoort Geleerd recht. Een geschiedenis van de Europese rechtswetenschap in vogelvlucht (vierde en laatste druk 2000). Hij schreef ook een biografie van Gerard Noodt getiteld The Life and Work of Gerard Noodt (1647-1725). Dutch Legal Scholarship between Humanism and Enlightenment (Oxford University Press, 1988) en Die holländische elegante Schule, Ein Beitrag zur Geschichte von Humanismus und Rechtswissenschaft in den Niederlanden 1500-1800 (Klostermann, 2002). 
- Bibsys: 2070077
- Bibliothèque nationale de France: cb12107364c (data)
- CiNii: DA02575874
- Digitale Bibliotheek voor de Nederlandse Letteren: berg040
- Gemeinsame Normdatei: 118850741
- International Standard Name Identifier: 0000 0001 2030 5790
- Library of Congress Control Number: n79139155
- Nationale Bibliotheek van Tsjechië: jn20010602306
- Nationale bibliotheek van Australië: 35133137
- Nationale Bibliotheek van Israël: 987007459553705171
- Nederlandse Thesaurus van Auteursnamen: 06826447X
- Système universitaire de documentation: 029448603
- Virtual International Authority File: 91570162
- WorldCat: E39PBJvRRhDCMHJptxXQ7j6xjC